# Katherine Martorell
Katherine Denisse Martorell Awad (Santiago, 18 de enero de 1982) es una abogada y política chilena, militante de Renovación Nacional (RN). Fue subsecretaria de Prevención del Delito durante el segundo mandato del presidente Sebastián Piñera, desde 2018 hasta 2021. Fue además concejala de Quinta Normal en el período 2012-2016.

## Familia y estudios
Su familia materna es de origen árabe, mientras que sus abuelos maternos, hijos de inmigrantes sirios, se conocieron como parte de la colonia árabe en Quinta Normal, se casaron y abrieron los «Grandes Almacenes Awad». Nació en Santiago de Chile, hija de Agustín Manuel Martorell Correa y Angeli del Carmen Awad Awad. Sus padres se conocieron trabajando en Codelco y se separaron cuando Katherine tenía ocho años.
Realizó sus estudios de  enseñanza básica en el Colegio Universitario Inglés y los secundarios en el Colegio Carmen Teresiano, ambos de Santiago.
Continuó estudios superiores, ingresando a la Facultad de Derecho de la Universidad Central de Chile (UCEN). Cursó luego un magíster en el mismo ramo con mención en derecho regulatorio de la Pontificia Universidad Católica (PUC).
Contrajo matrimonio el 25 de junio de 2022 con Claudio Daniel Pontillo Ramírez, egresado de derecho.

## Carrera política
Militante de Renovación Nacional (RN), dentro de la colectividad era parte del ala más liberal del partido y, por ello, más cercana a Sebastián Piñera. Fue directora jurídica y directora de Desarrollo Comunitario de la Municipalidad de Conchalí, concejala por la comuna de Quinta Normal entre los años 2012 y 2016 y, candidata a diputada por el distrito n° 9 de la región Metropolitana de Santiago en las elecciones parlamentarias de 2017.
Desde 2011 hasta 2014 —bajo el primer gobierno del presidente Sebastián Piñera— se desempeñó como encargada de la Unidad de Gestión Territorial en la Subsecretaría de Telecomunicaciones (Subtel), encargada de la coordinación y gestión de temas transversales de gobierno como género, descentralización, discapacidad y asuntos indígenas.
Posteriormente, desde 2015 hasta 2017, trabajó como directora de Sustentabilidad y Comunidades en la compañía de telecomunicaciones Entel.
El 11 de marzo de 2018 bajo el segundo gobierno de Sebastián Piñera, asumió la titularidad de la Subsecretaría de Prevención del Delito, siendo la primera mujer en el organismo. En 2020, tras la llegada de la pandemia de COVID-19, el entonces ministro del Interior y Seguridad Pública, Gonzalo Blumel, la designó a cargo de la elaboración de los protocolos de movilidad y cuarentenas, debido a que el sitio Comisaría Virtual dependía de su Subsecretaría.
Fue sondeada por su partido para que postulara como constituyente en las elecciones de mayo de 2021, sin embargo descartó esa posibilidad. Renunció al cargo de subsecretaria el 17 de agosto de 2021, para sumarse como vocera al comando de la campaña presidencial del candidato de Chile Podemos Más, Sebastián Sichel para la elección de noviembre de ese año. De la misma manera, luego del resultado en dicha elección —en la cual pasó a segunda vuelta el candidato republicano José Antonio Kast—, se sumó al equipo de campaña de éste (en materia de seguridad pública), de cara a la elección de diciembre de 2021.
En abril de 2022 se integró al gabinete de la alcaldesa de Providencia Evelyn Matthei, desempeñándose en asesorías de temas legales y de seguridad.
El 25 de enero de 2023 fue designada por el Senado como una de los integrantes de la Comisión Experta, la cual está encargada de redactar un anteproyecto de texto constitucional que será debatido por el Consejo Constitucional como parte del proceso constituyente.

## Controversias

### Caso Motorola
El 30 de junio de 2020, la empresa de seguridad informática Pegasus, representante de la multinacional Hytera, se querelló en contra de Martorell, en su calidad de titular de la Subsecretaría de Prevención del Delito, junto a otras cinco personas, por los delitos de corrupción de prevaricación administrativa, fraude al fisco y falsificación de instrumento público. Todo esto en el contexto de una licitación adjudicada con supuestas irregularidades a la empresa Motorola el 11 de marzo de 2020, por más de $378 millones de pesos, para la compra de trescientas cámaras corporales para Carabineros de Chile, los cuales además presentaron graves problemas de implementación. La querella fue interpuesta en el Séptimo Juzgado de Garantía de Santiago.
El 15 de octubre de 2021, se informó que la Contraloría General de la República (CGR) encontró anomalías dentro de la licitación, por lo que remitió los antecedentes a la Fiscalía. Martorell indicó, a través de un video difundido en redes sociales, que estos hechos no establecen carácter de delito, sino que se trata de una acción por parte de Pegasus por haber perdido la licitación. El 26 de enero de 2022, el Tribunal de Contratación Pública declaró que la adjudicación de la licitación era ilegal. No obstante, en su resolución, el tribunal también determinó que la empresa Pegasus tampoco podría haberse adjudicado la licitación, pues su oferta técnica no cumplía con los requisitos mínimos relativos al software de gestión de imágenes. El tribunal también decretó que la empresa que se adjudicó la licitación subsanó el problema original instalando un software adicional que dejó la cámaras en completa regla y no existió, en definitiva, un perjuicio al interés fiscal. Aun así, el 17 de marzo de 2023 debió declarar como imputada en el proceso penal. Martorell declaró ser inocente de las imputaciones que se le hacen.
A casi un año de lo anterior, en enero de 2024 el Séptimo Juzgado de Garantía de Santiago ordenó al fiscal Centro Norte, Francisco Ledesma, que formalizara la investigación, en un plazo máximo de 120 días.

## Historial electoral

### Elecciones municipales de 2012
- Elecciones municipales de 2012, candidata para el concejo municipal de Quinta Normal[21]

### Elecciones parlamentarias de 2017
- Elecciones parlamentarias de 2017, candidata a diputada por el distrito 9 (Cerro Navia, Conchalí, Huechuraba, Independencia, Lo Prado, Quinta Normal, Recoleta y Renca)[22]